# Chinatown (L'Avana)

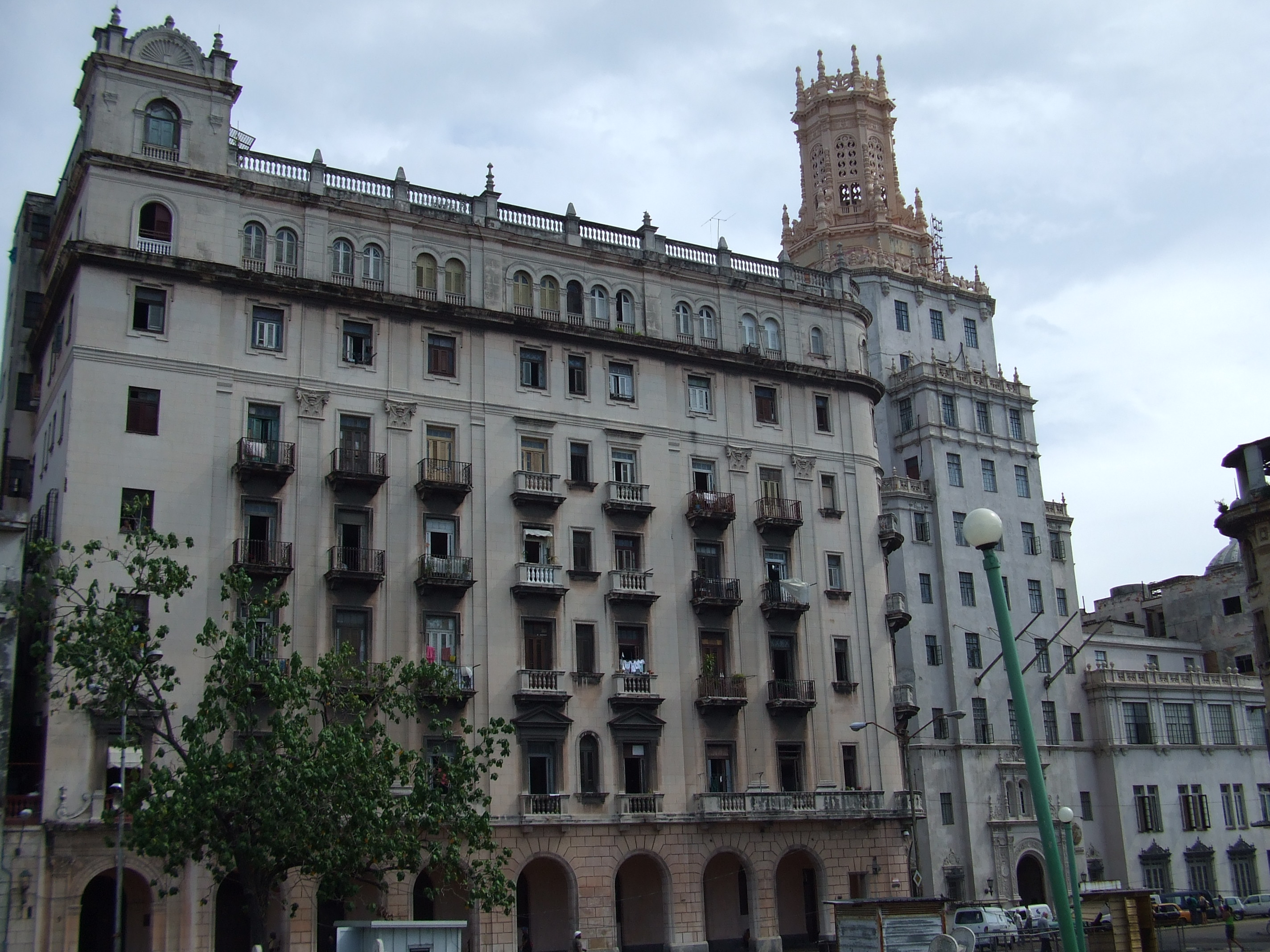
Barrio Chino nel centro de L'Avana

La chinatown de L'Avana (Barrio Chino) era un tempo la più grande di tutta l'America Latina, incorporata nel tessuto della città dalla prima parte del XX secolo. Centinaia di migliaia di lavoratori cinesi furono portati dai coloni spagnoli da Guangdong, Fujian, Hong Kong e Macao via Manila, Filippine a L'Avana agli inizi del XX secolo. Ma già alla metà del XIX secolo erano stati fatti affluire per sostituire gli schiavi africani. Dopo aver completato il contratto di 8 anni, molti immigrati cinesi si stabilirono permanentemente a L'Avana.

## Storia
I primi 206 cinesi giunsero a L'Avana il 3 giugno 1847. Il quartiere era in forte espansione con ristoranti cinesi, lavanderie, banche, farmacie, teatri e diversi giornali in lingua cinese, e comprendeva 44 isolati durante il suo apice. Oggi, il cuore del Barrio Chino si trova su el Cuchillo de Zanja (o il canale Zanja). La striscia è una strada pedonale adornata con molte lanterne rosse, balli di draghi di carta rossa e altri disegni culturali cinesi, c'è un gran numero di ristoranti che servono una gamma completa di piatti cinesi - sfortunatamente, secondo molti, non legati alla vera cucina cinese.
Il distretto ha due paifang (archi cinesi), il più grande dei quali è sito in Calle Dragones. La Cina donò i materiali da costruzione negli anni 1990. Riporta una scritta di benvenuto  in  cinese e spagnolo. L'arco più piccolo si trova sulla striscia di Zanja. Il boom cinese cubano si concluse quando la rivoluzione di Fidel Castro del 1959 prese possesso delle imprese private, mandando decine di migliaia di persone in fuga, principalmente verso gli Stati Uniti d'America. I loro discendenti ora stanno compiendo degli sforzi per preservare e ravvivare la loro cultura.